# Рассвет (Курганская область)
Рассвет — село в Мокроусовском районе Курганской области России. Административный центр Рассветского сельсовета.

## История
В 1964 году указом Президиума Верховного Совета РСФСР село Могильное переименовано в Рассвет.

## Население
| 1989 | 2002 | 2010 |
| ---- | ---- | ---- |
| 682  | ↘517 | ↘386 |